# 4-Nitrocatecol
4-nitrocatecol, p-Nitrocatecol, 4-Nitrobenzeno-1,2-diol, 4-Nitropirocatecol. É um composto orgânico formulado em C6H5NO4. É um nitrocatecol, é um catecol e um nitro-aromático com um grupo nitro, no carbono 4, no anel aromático.